# Генералов, Егор Дмитриевич
Егор Дмитриевич Генералов (род. 24 января 1993, Сморгонь, Гродненская область) — российский и белорусский футболист, вратарь.

## Биография
Уроженец белорусского города Сморгонь. Начинал заниматься футболом в школе минского «Динамо». После переезда семьи в Москву оказался в академии «Локомотива», а затем попал в московское «Динамо». В 2013 году выступал за молодёжную сборную России на Универсиаде в Казани.
На взрослом уровне дебютировал в ПФЛ за «Сатурн». После одного сезона в подмосковной команде оказался в «Динамо» (Санкт-Петербург). Помог клубу из северной столицы выйти в ФНЛ, где в первом же сезоне, бело-голубые заняли 6-е место.
Затем один сезон защищал цвета «СКА-Хабаровска», отыграв 20 матчей, в шести из которых не пропускал мячей.
С 2019 года был вратарём клуба «Химки», в сезоне 2019/20 сыграл 9 матчей в ФНЛ, после выхода в премьер-лигу не сыграл за клуб в чемпионате ни одного матча. Летом 2022 года покинул «Химки».
В июле 2022 года было сообщено, что футболист станет игроком жодинского «Торпедо-БелАЗ». Позднее стало известно, что футболист заключил контракт со столичным клубом «Минск». Дебютировал за клуб 13 августа 2022 года в матче против «Витебска». В матче 18 сентября 2022 года против гродненского «Немана» получил повреждение и покинул поле на 52-й минуте. Из-за полученной травмы футболист не играл до конца сезона. В декабре 2022 года покинул клуб по истечении срока действия контракта.
В феврале 2023 года футболист перешёл в «Ислочь». Дебютировал за клуб 18 марта 2023 года в матче против минского «Динамо». В июле 2023 года футболист покинул клуб, расторгнув контракт по соглашению сторон.
В июле 2023 года футболист перешёл в могилёвский «Днепр».